# Vauclerc

Vauclerc este o comună în departamentul Marne, Franța. În 2009 avea o populație de 473 de locuitori.